# Hugo Campagnaro
Hugo Armando Campagnaro (n. 27 iunie 1980) este un fotbalist argentinian care  evoluează la clubul Pescara Calcio și la echipa națională de fotbal a Argentinei, pe postul de fundaș.

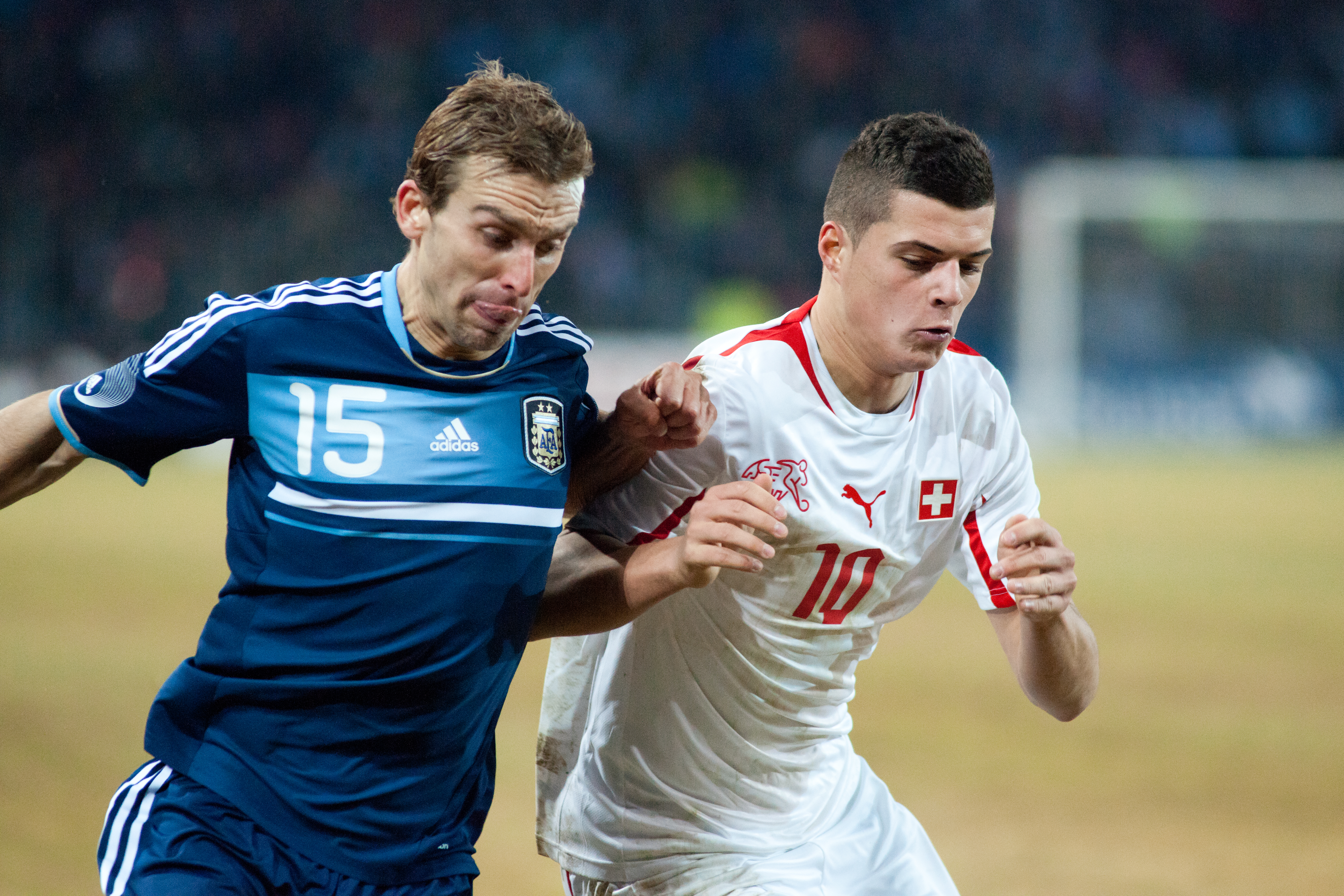
Hugo Campagnaro (stânga) la debutul său la naționala Argentinei (în dreapta – Granit Xhaka).

## Palmares

### Club
Sampdoria
- Coppa Italia

Finalist: 2008–09
Napoli
- Coppa Italia: 2011–12